# سارة كانون الجراية
سارة كانون الجراية ولدت في 23 أغسطس 1948 في صفاقس، هي طبيبة وسياسية تونسية.

## السيرة الذاتية
تحصلت سارة كانون الجراية على دكتوراه في الطب في 1978، وعلى شهادتين أخريين، الأولى في طب الأطفال الوقائي والثانية في الإحصائيات التطبيقية في الطب من جامعة باريس 5 - ديكارت. 

بين 1991 و1995، كانت رئيسة قسم مكلفة بتنظيم الصحة الأساسية، ولكنها أيضا مسؤولة البرنامج الوطني لصحة الأم والطفل، والإدارة الفنية لمشروع السكان وصحة الأسرة.

في 1994، أصبحث طبيبة متفقدة جهوية للصحة العمومية، ثم في 1995، عينت مديرةً لمركز التأهيل المهني للقاصرين عن الحركة العضوية والمصابين بحوادث الحياة. في 1999، عينت مديرة عامة لمعهد النهوض بالمعاقين، ثم مديرة عامة للمعهد الوطني لرعاية الطفولة.

في إطار التحضير للمخطط الثامن للتنمية، كانت عضوة اللجنة الاستشارية المرأة والتنمية. كذلك هي عضوة منخرطة في الجمعية التونسية لقرى الأطفال إس أو إس.

عينت في 11 نوفمبر 2004 كاتبة دولة لدى وزيرة شؤون المرأة والأسرة والطفولة والمسنين مكلفة بالطفولة والمسنين في حكومة محمد الغنوشي الأولى، ثم في 3 سبتمبر 2007، أصبحث وزيرة لشؤون المرأة والأسرة والطفولة والمسنين في نفس الحكومة. بقيت على رأس الوزارة حتى 14 يناير 2010.

## الأوسمة
- الصنف الثالث من وسام الجمهورية (تونس)[1]